# Parathyma horishana
Parathyma horishana är en fjärilsart som beskrevs av Ikeda 1937. Parathyma horishana ingår i släktet Parathyma och familjen praktfjärilar. Inga underarter finns listade i Catalogue of Life.